# Kungariket Kambodja (1953–1970)
Kungariket Kambodja var en statsbildning i Asien från 1953-1970. Norodom Sihanouk var först kung. Han abdikerade 1955 och efterträddes av sin far Norodom Suramarit. Kungariket upplöstes genom en statskupp 1970, och upprättandet av Khmerrepubliken.

### Fotnoter
1. ↑  ”Cambodia” (på engelska). World Statesmen. http://www.worldstatesmen.org/Cambodia.html. Läst 9 november 2015.